# Teehäuschen (Darmstadt, Wolfskehl’scher Park)
Das Teehäuschen ist ein Bauwerk in Darmstadt. 

## Geschichte und Beschreibung

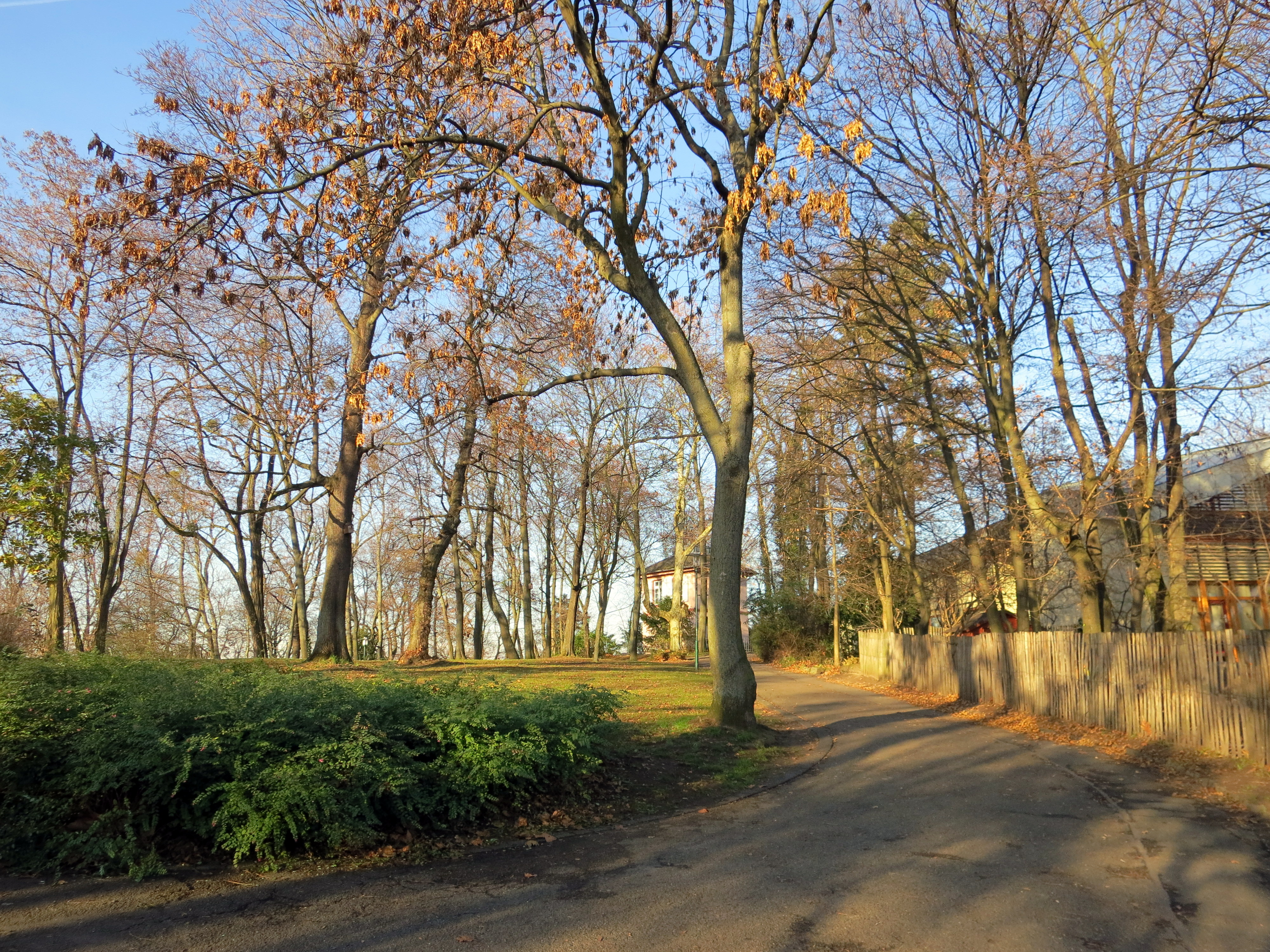
Wolfskehl’scher Park mit Teehäuschen im Winter 2013

Das Teehäuschen im Wolfskehl’schen Park ist ein biedermeierliches Gartenhäuschen, das um 1820 errichtet wurde. Das über einem quadratischen Grundriss erbaute, zweigeschossige, unterkellerte Gebäude ist mit einem Belvedere und einem Pyramidendach ausgestattet. Der Entwurf für das Teehäuschen wird dem Architekten Georg Moller oder dem Mollerumkreis zugesprochen. Es befand sich bis zum Jahr 1930 im Besitz der Familie Wolfskehl. Das Teehäuschen ist das einzige Gebäude auf dem Areal, das den Zweiten Weltkrieg überstanden hat.